# Ş
Ş, ş (S с седилью) — буква расширенной латиницы. В большинстве языков используется для обозначения глухого шипящего спиранта [ʃ] (в диапазоне между русскими [щ] и [ш]). Происходит из буквы Ç.
Первоначально буква появилась в 1860 году после реформы румынской письменности и перехода на латиницу. В 1928 году «эс-седиль» была введена в турецкий алфавит, а в 1990-х данную букву из турецкого переняли ряд тюркских языков (азербайджанский, туркменский, гагаузский, крымскотатарский).
Используется в латинских алфавитах следующих языков:
- румынский язык — как техническая замена 23-й буквы Ș.
- турецкий, гагаузский, курдский, туркменский — 23-я буква.
- азербайджанский, татарский (латиница) — 26-я буква.
- казахский язык — 24-я буква.
- зазаки
- крымскотатарский язык
- лазский язык
- хиналугский язык
- удинский язык

Буква использовалась в алфавитах на основе латиницы для многих языков СССР в 1930-х годах в период всеобщей латинизации. В частности она присутствовала в следующих алфавитах: казахском, новом тюркском, татском, еврейско-таджикском, хакасском, мордовском, узбекском, шорском, абхазском, марийском, чеченском, лезгинском, персидском, уйгурском, талышском, таджикском, ногайском, карачаево-балкарском, калмыцком, башкирском, киргизском, крымчакском, алтайском, шугнанском, удмуртском, тувинском, караимском, кетском, ижорском, бурятском, дунганском, вепсском, кольско-саамском, аварском, ассирийском, эскимосском и туркменском. Тогда же эта буква применялась в скоротечном монгольском алфавите в Монголии. В большинстве языков она соответствовала кириллической букве ш, однако, например, в коми использовалась для передачи мягкого [sʲ].

## В грамматике
- В турецком языке аффикс -ş- является аффиксом взаимно-совместного залога. Пример: yazmak — писать, yazışmak — переписываться

## В транслитерации
Буква Ş часто используется для транслитерации кириллической чувашской буквы Ҫ, которая передаёт звук [ɕ].
Кроме того, иногда эта буква используется вместо Ṡ для передачи фарингализованного «s» при транслитерации латиницей арабского (буква ص) или еврейского письма (буква צ).

## Примеры
- турецкий: Eskişehir — Эскишехир